# Georg von Saluzzo
Georg von Saluzzo, auch Georges de Saluces oder Giorgio di Saluzzo (* vor 1414; † 4./5. November 1461) war von 1433 bis 1440 Bischof von Aosta von 1440 bis zu seinem Tode Bischof von Lausanne.

## Leben

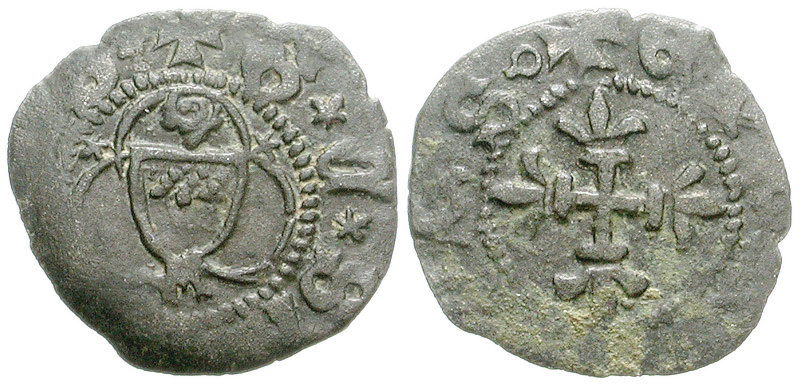
Münze mit dem Wappen von Georg von Saluzzo als Bischof von Lausanne (15. Jh.)

Georg war der Sohn des Eustachius von Monterosso aus dem Geschlecht der Markgrafen von Saluzzo. Er ist erstmals 1414 belegt. 1424 war er Erzdiakon in Lyon, weilte ab 1432 an der Kurie in Rom und wurde 1433 Bischof von Aosta. Als Teilnehmer am Konzil von Basel wählte er 1439 Felix V. Georg wurde 1440 als Nachfolger von Jean de Prangins, der ihm in Aosta nachfolgte, nach Lausanne transferiert. Er war ein Vertrauter der Herzöge von Savoyen. Während seiner Amtszeit fanden zwei Hexenjagden in seiner Diözese statt. Er war ein Gönner des Felix Hemmerlin, als dieser in Ungnade fiel.